# Taraxacum kok-saghyz
Taraxacum kok-saghyz là một loài thực vật có hoa trong họ Cúc. Loài này được L.E.Rodin miêu tả khoa học đầu tiên năm 1933.